# قمر قزعون شورى
قمر قزعون شورى (1917 – 2013)، مناضلة سورية من دمشق وأحد مؤسسي منظمة الهلال الأحمر في سورية. وهي زوجة الطبيب منير شورى، نائب دمشق في الخمسينيات وعميد كلية الطب في الجامعة السورية.

## البداية
ولدت قمر قزعون في دمشق وهي كريمة محمّد سعيد قزعون، أحد الداعمين للثورة السورية الكبرى. درست في دار المعلمات ونالت شهادة في الفلسفة وعلم النفس. شاركت في المظاهرات الوطنية ضد الاحتلال الفرنسي وقدمت معروضاً إلى المندوب السامي الفرنسي موقعاً بالدم، مطالبة باستقلال سورية التام وغير المشروط. بدأت حياتها العملية سنة 1940 بالمشاركة بتأسيس جمعية الندوة الثقافية النسائية لمساعدة الفتيات ذوات الدخل المحدود، وفي عام 1944، شاركت بالمؤتمر الأول للإتحادات النسائية في مصر، الذي انبثق عنه الاتحاد النسائي العربي العام، برئاسة السيدة هدى الشعراوي. كما شاركت عام 1945 بمساعدة الجرحى والمصابين في العدوان الفرنسي على مدينة دمشق، وبعدها بتأمين اللاجئين الفلسطينيين القادمين إلى سورية إثر احتلال فلسطين سنة 1948. وفي عام 1959 أثناء الوحدة بين سورية ومصر نالـت لـقـب الأم المثالية في الجمهورية العربية المتحدة.

## الهلال الأحمر
في عام الجلاء، شاركت قمر قزعون بتأسيس الهلال الأحمر السوري وانتخبت أميناً للسر ثم رئيساً لفرع دمشق سنة 1965. وفي عام 1980 تم انتخابها نائباً لرئيس المنظمة حتى عام 2003، عندما أصبحت رئيساً فخرياً لفرع دمشـق مدى الحياة.

## عملها في الجمعيات الخيرية
إضافة لعملها في الهلال الأحمر، شاركت قمر قزعون بتأسيس كلّ من جمعية مكافحة السل وجمعية مكافحة السرطان في سورية.

## الأوسمة
حصلت قمر قزعون على عدة أوسمة في حياتها، منها وسام الإخلاص السوري ووسام الفارسة من ملك المغرب الحسن الثاني. كما حصلت على وسام الهلال الأحمر السوري  ووسام هنري دونان ، وهو أعلى وسام في منظمة الصليب الأحمر الدولي، وذلك لدورها الإنساني في مساعدة  اللاجئين اللبنانيين خلال الاحتلال الإسرائيلي لمدينة بيروت سنة 1982 وكذلك عن عملها الطوعي في منظمة الهلال العربي السـوري  لما يقارب النصف قرن. وفي عام 1982 كرمها الرئيس الفرنسي فرانسوا ميتران بوسام جوقة الشـرف برتبة فارس، وفي عام 2007، كرمتها السيدة الأولى أسماء الأسد بلقب المرأة المميّزة السورية، كما حصلت على تشريف مماثل من مملكة البحرين ، ونالــــت لقب المرأة العربية المميزة .

## العائلة
تزوجت قمر قزعون من الطبيب منير شورى في 22 أيلول 1940 ورزقت منه بأربعة أولاد هم الدكتور وسيم والمهندسة ميسان الأستاذ دارم  والأستاذة رنـا.

## الوفاة
توفيت قمر قزعون عن عمر ناهز 96 عاماً يوم 29 تموز 2013.